# Molophilus expansus
Molophilus expansus är en tvåvingeart som beskrevs av Alexander 1927. Molophilus expansus ingår i släktet Molophilus och familjen småharkrankar. Inga underarter finns listade i Catalogue of Life.